# Shankar Lakshman
Shankar Lakshman (ur. 7 lipca 1933 w Mhow, zm. 29 kwietnia 2006 tamże) – indyjski hokeista na trawie. Trzykrotny medalista olimpijski.
Występował na pozycji bramkarza. Brał udział w trzech igrzyskach (IO 56, IO 60, IO 64), za każdym razem zdobywając medale. Z dorobkiem dwóch złotych i jednego srebrnego medalu jest jednym z najbardziej utytułowanych hokeistów w historii olimpiad. Był kapitanem reprezentacji Indii, w tej roli w 1966 sięgnął po złoto igrzysk azjatyckich.
W roku 1964 został laureatem nagrody Arjuna Award.